# St Edmundsbury District
St. Edmundsbury var ett distrikt i Storbritannien. Det låg i grevskapet Suffolk och riksdelen England, i den sydöstra delen av landet, 100 km nordost om huvudstaden London. Distriktet hade 111 008 invånare (2011).
Den 1 april 2019 slogs distriktet samman med Forest Heath och bildades distriktet West Suffolk.

## Civil parishes
- Ampton, Bardwell, Barnardiston, Barnham, Barningham, Barrow, Bradfield Combust with Stanningfield, Bradfield St. Clare, Bradfield St. George, Brockley, Bury St Edmunds, Cavendish, Chedburgh, Chevington, Clare, Coney Weston, Cowlinge, Culford, Denham, Denston, Depden, Euston, Fakenham Magna, Flempton, Fornham All Saints, Fornham St. Genevieve, Fornham St. Martin, Great Barton, Great Bradley, Great Livermere, Great Thurlow, Great Whelnetham, Great Wratting, Hargrave, Haverhill, Hawkedon, Hawstead, Hengrave, Hepworth, Honington, Hopton, Horringer, Hundon, Ickworth, Ingham, Ixworth, Ixworth Thorpe, Kedington, Knettishall, Lackford, Lidgate, Little Bradley, Little Livermere, Little Thurlow, Little Whelnetham, Little Wratting, Market Weston, Nowton, Ousden, Pakenham, Poslingford, Rede, Risby, Rushbrooke with Rougham, Sapiston, Stansfield, Stanton, Stoke-by-Clare, Stradishall, The Saxhams, Thelnetham, Timworth, Troston, West Stow, Westley, Whepstead, Wickhambrook, Withersfield, Wixoe, Wordwell.[3]